# Генеральне консульство Угорщини в Ужгороді
Генеральне консульство Угорщини в Ужгороді (угор. Magyarorszag ungvári főkonzulatusa) — дипломатична місія Угорщини в Ужгороді. Консульство є важливою частиною українсько-угорських відносин і одним з центрів культурних та адміністративних зв'язків між Угорщиною й етнічною частиною угорського населення Закарпаття. Будівля знаходиться за адресою Православна набережна, 12.
Консульство було відкрито 10 серпня 1991 році, за кілька тижнів до відновлення української незалежності, як філія Генерального консульства в Києві. А вже 2 червня 1993 року воно стало повноцінним Генеральним консульством Угорщини в Україні.
До сфери компетенції Генерального консульства Угорщини в Ужгороді входять чотири області: Закарпатська, Львівська, Івано-Франківська та Чернівецька.

## Історія
Перше консульство Угорщини в Україні було відкрито в 1969 році в Києві, як засіб зв'язку між Будапештом і Москвою, попри те, що центрами етнічних угорців на території України являються міста Ужгород і Берегове. З цієї причини, в 1991 році, за кілька тижнів до відновлення незалежності України було відкрито консульство в Ужгороді, яке 2 червня 1993 року отримало статус Генерального консульства. Таким чином, посольство в Києві втратило статус Генерального, а центром українсько-угорських відносин став Ужгород. А у 2008 році відкрилося і консульство в Берегові. Першим генеральним консулом в Ужгороді став Іштван Монорі, який займав цю посаду до 1995 року. А з 2015 року цю посаду займає Йожеф Бугайло.

## Генеральні консули
1. Іштван Монорі (István Monori) (1993—1995)[3]
2. Янош Немет  (Németh János) (1995—1999)[5]
3. Золтан Сакач (Zoltán Szakács) (1999—2003)[6]
4. Отто Сабо (Ottó Szabó) (2000—2005)[7]
5. Вілмош Сіклаварі (Vilmos Sziklavári) (2005—2010)[8]
6. Йожеф Бачкаі (József Bacskai) (2010—2015)[9]
7. Йожеф Бугайло (József Buhajla) (2015—2020)[4]
8. Йожеф Бачкаі (József Bacskai) (2021—)[10]